# Războiul Civil Libanez
Războiul Civil Libanez a durat din 1975 până în 1990 și s-a încheiat cu ocupația Libanului de către Siria.